# Lago Bosumtwi
O lago Bosumtwi é um lago do Gana com mais de 10 km de diâmetro. Julga-se ser uma cratera de um meteorito relativamente recente. É o único lago natural do Gana.
O lago tem grande importância na vida cultural e religiosa dos Axântis, que o consideram sagrado.